# 瑞纳克
瑞纳克（法語：Junhac）是法国康塔尔省的一个市镇，位于该省西南部，属于欧里亚克区。该市镇总面积27.71平方公里，2009年时的人口为301人。

## 人口
瑞纳克人口变化图示
| 数据来源：INSEE |